# Pontius-Pilatus-Inschrift von Caesarea

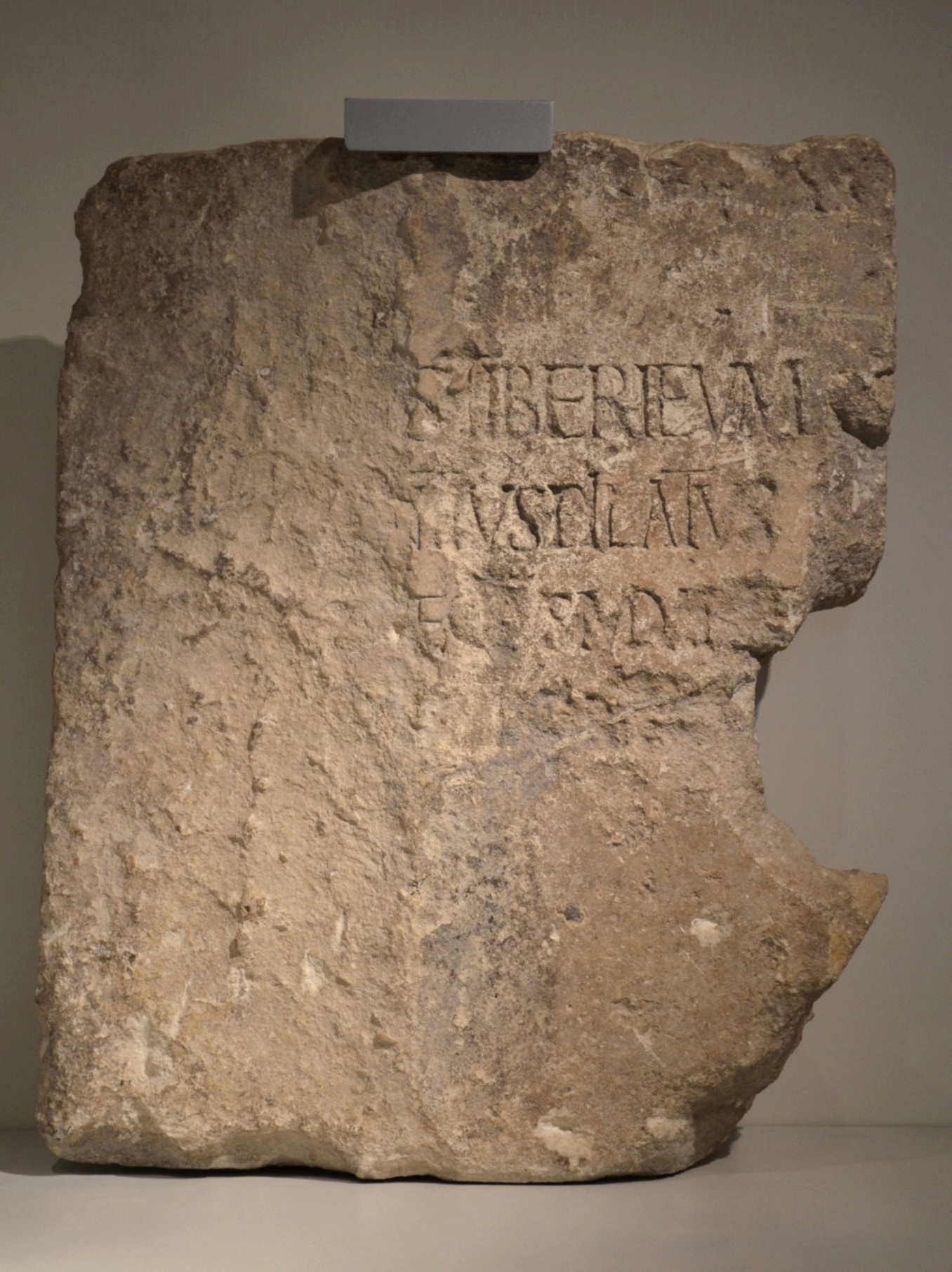
Die originale Pontius-Pilatus-Inschrift auf der Spolie, die im römischen Theater von Caesarea gefunden wurde und sich heute im Israel-Museum in Jerusalem befindet

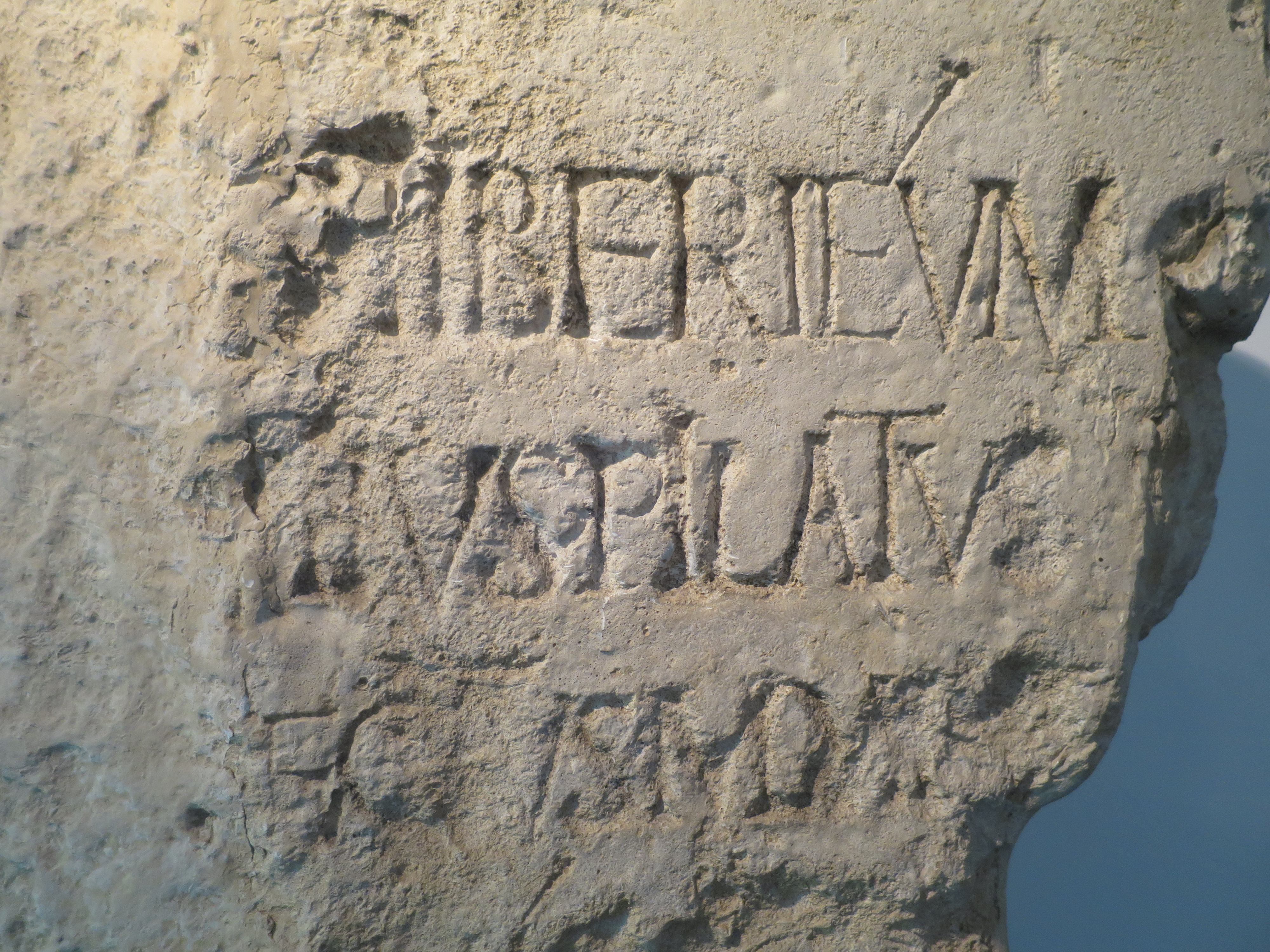
Ausschnitt mit der Inschrift, Kopie in Mailand

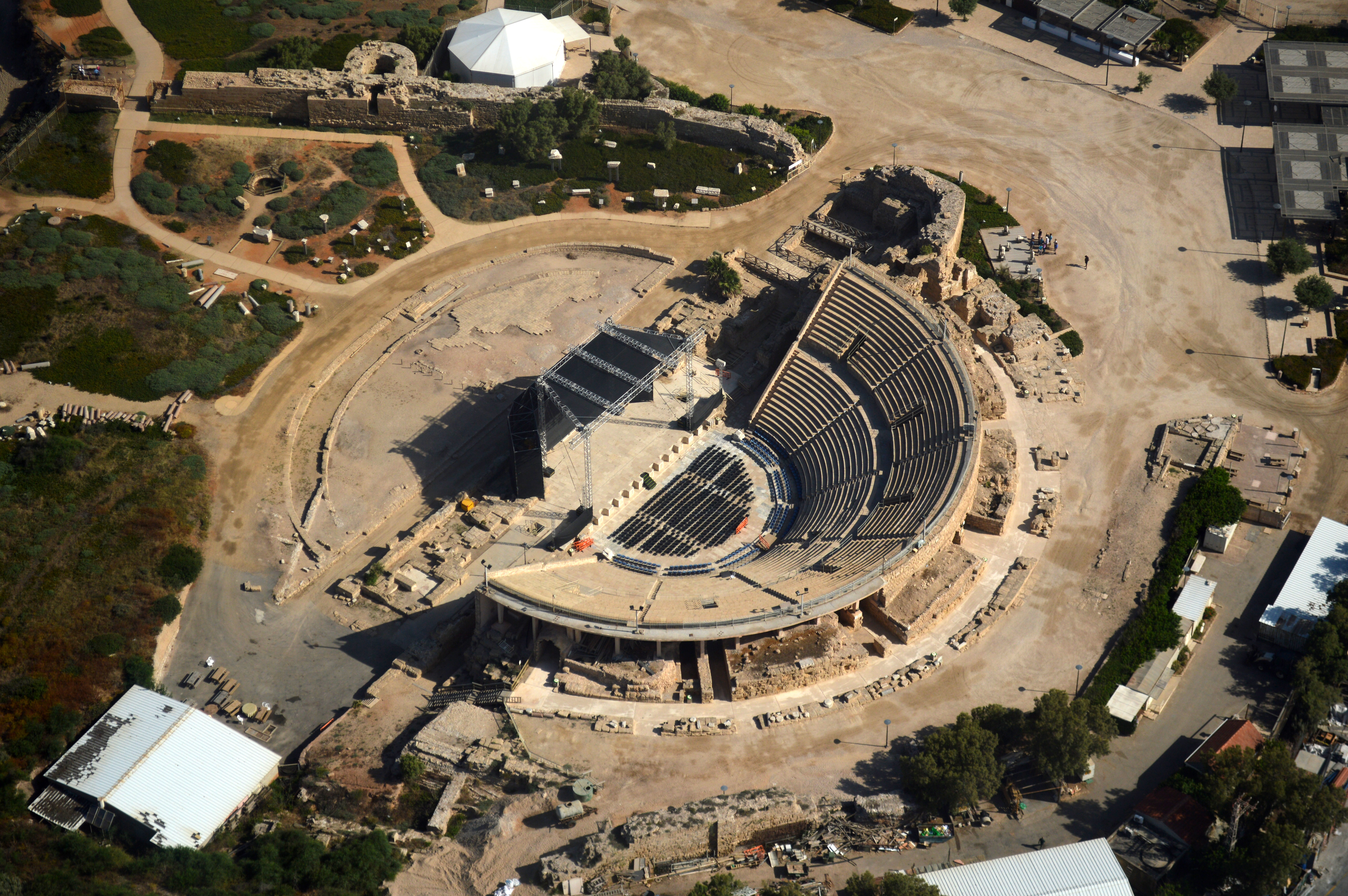
Die Fundstätte: Das römische Theater in Caesarea Maritima

Die Pontius-Pilatus-Inschrift von Caesarea befindet sich auf einer Spolie, die bei einer archäologischen Ausgrabung 1961 in Caesarea Maritima gefunden wurde. Die Inschrift zählt zu den berühmtesten in Israel gefundenen Inschriften und ist der einzige epigrafische Nachweis für Pontius Pilatus, in den Jahren von 26 bis 36 n. Chr. Präfekt des römischen Kaisers Tiberius in Judäa und prominenter Akteur in der Passionsgeschichte.

## Fundort
Die Inschrift wurde 1961 während der dritten Ausgrabungskampagne der italienischen archäologischen Mission im römischen Theater von Caesarea Maritima gefunden. Sie befindet sich auf einem Stein, der in den unteren Absatz des nördlichsten Treppenaufgangs im Zuschauerrund, der Cavea, mit der Inschrift nach oben eingelassen war. Um ihn dem etwas tieferen Niveau des westlich anstoßenden Trittsteins anzupassen, wurde ein guter Teil seiner linken Hälfte schräg abgearbeitet, die in diesem Bereich eingemeißelten Buchstaben gingen verloren. Seine Verwendung im Rahmen der Treppengestaltung fand der Stein während der Umbauphase des 4. Jahrhunderts, in deren Verlauf das Theater für Wasserspiele umgerüstet wurde. Der Inschriftenfund wurde noch 1961 durch den Ausgrabungsleiter Antonio Frova vorläufig veröffentlicht.

## Inschriftenträger
Der Inschriftenträger ist ein ehemals hochrechteckiger Quader aus Kalkstein. Der vor allem in seinem unteren Bereich beschädigte Block ist 66 cm breit und 82 cm hoch bei einer Tiefe von 20–21 cm. Lediglich die Fläche, die der Aufnahme der Inschrift diente, wurde geglättet, die übrigen Seiten waren nur grob gepickt. Klammerspuren besitzt der Stein nicht. Aufgrund seiner Zubereitung ist er einem Mauerverband zuzuordnen, die eingelassene Inschrift diente als Bauinschrift.
Neben der Abarbeitung der Buchstaben auf der linken Seite, mit deren Hilfe er den Anforderungen für seine Nutzung im Theater angepasst wurde, weist der Stein auf seiner rechten Seite, etwa in halber Höhe, eine halbrunde Ausarbeitung auf. Sie wurde von der Rückseite des Steins in ganzer Tiefe durchgetrieben und verjüngt sich zur Front von 30 auf 27 cm Durchmesser. Die letzten Buchstaben der dritten Inschriftenzeile wurden bei dieser Bearbeitung beschädigt. Für die hiermit verbundene Nutzung muss der Stein in einer Lage verwandt worden sein, in der die Inschrift nicht sichtbar die Unterseite des Blocks bildete. Der Stein wurde demnach in mindestens zwei unterschiedlichen Zusammenhängen genutzt, bevor er als Spolie seinen Platz im Theater fand.
Heute befindet sich der Stein unter der Inventarnummer 61-529 im Israel-Museum in Jerusalem.

## Inschrift
Die Inschrift umfasst noch folgende lesbare Buchstaben:
[…]S · TIBERIÉVM

[…]ṆTIVS · PÌLATVS

[…]ECTUS · IVDAE[.]E

[…]ÉCỊ[…]
Die Buchstabenhöhe nimmt von oben nach unten ab und beträgt in der ersten Zeile 5,8 cm, in der zweiten 5,5 cm, in der dritten 4,5 cm. Für die stark zerstörte vierte Zeile verbleibt Raum für etwa 4,0 cm hohe Buchstaben. Lange Vokale werden gesondert ausgezeichnet, im Fall des -E- durch einen Apex, im Fall des -I- durch ein Iota longa. Der Querbalken des -T- sitzt immer oberhalb der Zeile, so dass die Buchstabenhöhe der ersten Zeile hier 6 cm erreicht. Ein in der vierten Zeile erhaltener Apex bezeugt an dieser Stelle ein -E-, das in frühen Lesungen der Inschrift bisweilen nicht erkannt wurde. Zuletzt wurden zudem das folgende -C- als sicher, das sich anschließende -I- als zwar erkennbar, aber ohne Erwartungshaltung nicht erschließbar erkannt. Der Worttrennung dienten kleine Dreiecke. Auf der linken Seite lassen sich maximal 5–6 Buchstaben ergänzen.

## Lesung
Wissenschaftlich bearbeitet wurde die Inschrift erstmals von Attilio Degrassi, der 1964 folgende Lesung vorschlug:
[Dis Augusti]s Tiberieum / [Po]ntius Pilatus / [praef]ectus Iuda[ea]e / [fecit d]e[dicavit]
„Pontius Pilatus, Präfekt von Judäa, erbaute (und) weihte das Tiberieum den seligen Göttern“.
Dieser Lesung folgte auch Carla Brusa Gerra in der abschließenden Grabungspublikation, ergänzte allerdings an der Stelle von [Dis Augusti]s wie zuvor Frova [Caesarien]s(ibus) („den Einwohnern von Caesarea“). Während die Lesung der Zeilen 2 und 3 als gesichert gelten kann, wurden für die Ergänzungen der Zeilen 1 und 4 zahlreiche Vorschläge unterbreitet.
Géza Alföldy wandte gegen diese Vorschläge ein, dass der verlorengegangene Teil des Steins zu klein sei, als dass diese rekonstruierten Ergänzungen der ersten Zeile darauf hätten gestanden haben können. Er selbst schlug 1999 eine neue Lesung vor, die er in mehreren Aufsätzen verteidigte und die auf große Akzeptanz traf:
[nauti]s Tiberieum / [Po]ntius Pilatus / [praef]ectus Iudae[a]e / [ref]e[cit]
„Für die Seeleute hat Pontius Pilatus, Präfekt von Iudaea, das Tiberieum erneuert“.
Ihm schlossen sich unter anderem Werner Eck und Alexander Demandt an. Widersprochen wurde Alföldy zunächst von Tibor Grüll, der munus („Festspiele“) statt nautis („Seeleute“) und de suo edidit („veranstaltete auf seine Kosten“) statt refecit („hat erneuert“) ergänzte, dies aber später zurücknahm und ebenfalls Alföldy folgte. Karl Jaroš las in der ersten Zeile abweichend incolis („den Einwohnern“). Monika Bernett äußerte sich skeptisch über Alföldys Vorschlag, ohne einen eigenen zu unterbreiten.

## Interpretation
Die Inschrift belegt, dass die korrekte Bezeichnung für das von Pilatus ausgeübte Amt Präfekt war und nicht, wie bei den Statthaltern von Judäa ab der Mitte des 1. Jahrhunderts üblich, Prokurator, eine Bezeichnung, die Tacitus verwendet. Werner Eck zufolge belegt die Titulatur zudem, dass Pontius Pilatus nicht Statthalter einer unabhängigen römischen Provinz Iudaea, sondern ein untergeordneter Legat des Statthalters der Provinz Syria war. Zur Frage nach dem unbekannten Praenomen des Pontius Pilatus bietet die Inschrift keinen Hinweis, lediglich die Länge des -i- im Cognomen Pilatus wird bezeugt, was für die Herleitung gewisse Aufschlüsse bietet.
Ergänzung und Interpretation der Inschrift konzentrieren sich vor allem auf die Deutung des sonst nicht überlieferten Tiberieum. Da die Wortbildung ähnlichen Begriffen aus dem Bereich des Kaiserkultes, etwa Caesareum, Augusteum, Sebasteum, nachgebildet scheint, wurde bereits von Degrassi ein sakraler Bezug hergestellt, der zu seiner Ergänzung der ersten Zeile führte. Er glaubte in den Di Augusti die Kultempfänger Augustus und Livia eines Tiberieum genannten Tempels erkennen zu können. Da die Ergänzung zu lang für den zur Verfügung stehenden Raum und unklar ist, warum ein Tiberieum genannter Tempel den Eltern des Tiberius geweiht sein sollte, kam man von dieser konkreten Deutung ab. Dennoch wird nicht ausgeschlossen, dass das Tiberieum als Teil einer sakralen Baustruktur, sei es ein Tempel, sei es etwa eine Portikus im Rahmen eines größeren Komplexes, aufzufassen ist.
Einen gänzlich abweichenden Ansatz verfolgte Géza Alföldy. Bei seiner ausführlichen Beschreibung der Stadt Caesarea erwähnt Flavius Josephus die kolossalen, von Herodes errichteten Leuchttürme des Hafens, deren prächtigster und größter nach Drusus – Bruder des Tiberius und wie dieser Stiefsohn des Augustus – Drusion genannt wurde und die westliche Einfahrt der Doppelhafenanlage markierte. Das Tiberieum ist in der Deutung Alföldys ein sonst nicht namentlich überliefertes Gegenstück der östlichen Einfahrt, der Inschriftenblock die zugehörige Bauinschrift. Geehrt wurde auf diese Weise das Brüderpaar aus dem Herrscherhause des Augustus. Dieser Ansatz wurde von Alexander Demandt und Werner Eck unterstützt und weiter untermauert. Die Widmung der Inschrift und des Baus an die nautae, die Seeleute, fügt sich in diese Lesung ebenso wie das refecit, da der Bau bereits von Herodes spätestens 4 v. Chr. fertiggestellt worden wäre und eine bis dahin notwendige Wiederherstellung unter Pontius Pilatus denkbar wäre. Die skeptischen Äußerungen von Bernett veranlassten Alföldy zu einer letzten Replik. Die Deutung Alföldys fand zuletzt Eingang in das Corpus Inscriptionum Iudaeae/Palaestinae.